# Ројал еркрафт фактори F.E.2
РАФ F.E.2 (енгл. RAF F.E.2) је вишенаменски ловац направљен у Уједињеном Краљевству. Авион је први пут полетео 1915. године. 

Највећа брзина у хоризонталном лету је износила 150 km/h. Размах крила је био 14,56 метара а дужина 9,83 метара. Маса празног авиона је износила 935 килограма а нормална полетна маса 1378 килограма. Био је наоружан са једним или два митраљеза калибра 7,7 милиметара типа Луис.

## Наоружање
| Наоружање авиона: Ројал еркрафт фактори |           |
| Ватрено (стрељачко) наоружање           |           |
| Топ                                     |           |
| Митраљез                                |           |
| Калибар                                 | 7,7       |
| Бомбардерско наоружање (бомбе)          |           |
| Класичне авио бомбе                     | до 159 кг |
| Ракетно наоружање (ракете)              |           |